# Aéroport de Victoria (Chili)
L'aéroport de Victoria est un aéroport situé au Chili.